# ダダル郡
ダダル郡（ダダルぐん、モンゴル語: Дадал、ᠳᠠᠳᠠᠯ　転写:Dadal）は、モンゴルのヘンティー県に位置する郡（ソム）。面積は4,936平方キロメートル、人口は3,212人（2021年推計）。

## 地理
オノン川、トール川、ヘルレン川が近くを通る水の豊かな地であり、多くの針葉樹林が土地を占めている。ロシアの国境付近に位置していることから、国境警備隊の事務所が置かれている。

## 歴史
チンギス・ハーンの生誕の地であるとされ、モンゴル人民共和国時代の1962年に生誕800周年を記念して造られた高さ10mを超すコンクリートでできたチンギス・ハーン生誕記念碑が建てられている他、生誕の地であるとされる丘デリウン・ボルタグ、聖水の湧き出るチンギス・ハーンゆかりの泉などがある。
チンギス・ハーン関連以外には、匈奴時代の墓がある。